# فريدريك هاوغن
فريدريك هاوغن (بالبوكمول: Fredrik Haugen) هو لاعب كرة قدم نرويجي، ولد في 13 يونيو 1992 في برغن في النرويج. شارك مع Norway national under-15 association football team ‏ ومنتخب النرويج تحت 21 سنة لكرة القدم. أما مع النوادي، فقد لعب مع نادي بران.

## وصلات خارجية
- فريدريك هاوغن على موقع اتحاد النرويج (النرويجية)
- فريدريك هاوغن على موقع قاعدة بيانات كرة القدم.إي يو (الإنجليزية)
- فريدريك هاوغن على موقع Soccerway.com (الإنجليزية)